# 正覚院 (岐阜市)
正覚院（しょうがくいん）は岐阜県岐阜市八ツ寺町にある不動明王ならびに歓喜天を本尊とする天台寺門宗の寺院で、山号を長久山と称する。美濃新四国12番札所。
養老3年（719年）に光明天皇の勅願によって勤操を開山として本巣郡に建立されたと伝わる。その後、土岐氏の帰依を受け、青野ヶ原の戦いの前に土岐頼遠が祈願を行ったことが記録に残っている。永禄年間、織田信長の求めに応じて岐阜町に移り、明治20年より現在地に境内を移した。
節分の星まつりでは門前に赤鬼の人形が据えられ、豆まきの他甘酒の振る舞いや護摩祈祷が行われる。